# Le Canard en fer blanc
Pour plus de détails, voir Fiche technique et Distribution.
Le Canard en fer blanc est un film d'aventure franco-espagnol réalisé par Jacques Poitrenaud, sorti en 1967.

## Synopsis
Un pilote d'avion est fait prisonnier dans un pays imaginaire d’Amérique du Sud. Alors qu'il est condamné à mort, une escouade de soi-disant révolutionnaires va le délivrer.

## Fiche technique
- Titre en français : Le Canard en fer blanc
- Titre espagnol : Mercenarios del Aire[1]
- Titre italien : L’implacabile Caccia
- Réalisation : Jacques Poitrenaud
- Scénario : Michel Lévine, Jacques Poitrenaud, Albert Valentin, Jean-Loup Dabadie (dialogues)
- D'après le roman Le Canard en fer blanc (Red Star South) de Day Keene
- Musique : José Berghmans ; orchestre dirigé par André Girard
- Production : Christine Gouze-Rénal pur P.C. Santos Alcocer, Progefi[1]
- Pays de production :  France,  Espagne
- Format : Technicolor - 2,35:1 - Mono - 35 mm
- Genre : Film d'aventure
- Durée : 88 minutes
- Date de sortie: France : 24 avril 1967
- Affiche : Jouineau Bourduge (France)

## Distribution
- Roger Hanin : François Cartier
- Corinne Marchand : Maria
- Lila Kedrova : Rosa
- Francis Blanche : le docteur Grego
- Jean-Marc Tennberg : Georget
- Andrès Mejuto : Diego
- Frank Oliveras : Manuel
- José Nieto